# Cấn Thị Thêu
Cấn Thị Thêu, (1962), is een landrechtenactivist in Vietnam. Nadat ze trouwde met een lokale boer, werd ze inwoner van Dương Nội, een dorp buiten Hanoi. Thêu staat bekend om haar werk bij het documenteren van inbeslagnames en bewustmaking over landteruggave en het recht op een eerlijke compensatie voor inbeslagname van land door lokale autoriteiten. Op 20 september 2016 werd zij door de rechtbank van Đống Đa District in Hanoi tot 20 maanden gevangenisstraf veroordeeld wegens "het veroorzaken van openbare wanorde". Thêu wordt door diverse mensenrechtenorganisaties en regeringen beschouwd als een gewetensgevangene.

## Achtergrond
In Vietnam wordt land als eigendom van mensen beschouwd - individuen hebben gebruiksrechten, maar de overheid is de beheerder van het gebruik ervan. Eind 2007 hebben lokale autoriteiten de familieboerderij van Thêu zonder voldoende compensatie in beslag genomen. Thêu, haar man en twee zonen zijn een van de meer dan 350 families in Dương Nội die hun zaak bij de lokale autoriteiten hebben ingediend met een verzoek tot schadevergoeding. Thêu is actief geweest in het campagne voeren tegen en documenteren van inbeslagnames van land in Hanoi en de omliggende provincies. Ze riep op tot een adequate compensatie voor inbeslagname van land in Vietnam, steun aan anderen om hun land te verdedigen en vroeg aandacht voor onteigening van land door de overheid.

## Voorafgaande arrestaties
Haar eerste arrestatie vond plaats in april 2014 voor het opnemen van een video over de inbeslagname van land in het district Hà Đông in Hanoi en het aanvallen van demonstranten door de politie met stokken en wapenstokken. Ze werd geslagen door de oproerpolitie en vervolgens in staat van beschuldiging gesteld van het 'zich verzetten tegen dienstdoende ambtenaren' op grond van artikel 257 van het Wetboek van Strafrecht. In september van dat jaar werden Thêu en haar echtgenoot, Trinh Ba Tu, veroordeeld tot 15 maanden gevangenisstraf. Na haar vrijlating in juli 2015 bleef ze deelnemen aan vreedzame demonstraties tegen inbeslagnames door de lokale autoriteiten van land.
In januari 2016 werd Thêu kort vastgehouden in Hanoi omdat zij protesteerde tegen pogingen van de lokale autoriteiten om familiebedrijven in beslag te nemen. Thêu en ongeveer 100 mensen in de centrale stad werden opgepakt toen ongeveer 200 tot 300 politieagenten de betogers nabij 34 Ly Thai To Street omsingelde. Een groep van hen werd met een bus naar het politiebureau gebracht.

## Arrestaties in 2016
Op 10 juni 2016 arriveerden tientallen politieagenten in het huis van Thêu in de provincie Hoa Binh in het noorden van Vietnam, om haar huis te doorzoeken, haar mobiele telefoon in beslag te nemen en haar vervolgens te arresteren. Thêu werd op grond van artikel 245 van het Wetboek van Strafrecht van Vietnam gedetineerd op beschuldiging van "het verstoren van de openbare orde", aangezien zij betrokken zou zijn geweest bij 'een opstand' in het Đống Đa district in Hanoi. In feite woonde zij samen met andere landeigenaren een vreedzame demonstratie bij om de teruggave te eisen van hun land dat door de autoriteiten in beslag was genomen.
Haar zonen, Trinh Ba Tu en Trinh Ba Phuong, en vele andere landeigenaren hielden een vreedzame demonstratie in Hà Đông district om haar onmiddellijke vrijlating te eisen. Als gevolg hiervan heeft de politie hun camera's en mobiele telefoons in beslag genomen en alle gegevens, inclusief foto's en video's, tijdens de 10-uur durende detentie op 13 juni 2016 gewist.
Thêu mocht maximaal vier maanden in hechtenis worden gehouden, terwijl de politie haar zaak onderzocht. Als ze schuldig werd bevonden, kon ze een gevangenisstraf van maximaal zeven jaar krijgen. Thêu werd geconfronteerd met aanklachten die naar verluidt betrekking hadden op haar rol bij het organiseren van een vreedzame demonstratie op 8 april 2016 ter ere van de tiende verjaardag van een pro-democratische groep en met het verzoek mensenrechtenadvocaat Nguyễn Văn Đài vrij te laten.
Haar advocaat Ha Huy Son had eerder een verzoek ingediend om Đài te verdedigen, maar dat werd afgewezen door het ministerie van Openbare Veiligheid. Son had zijn eerste ontmoeting met Thêu op 22 juni 2016 en adviseerde haar om de hongerstaking te stoppen waarmee ze op de eerste dag van haar arrestatie was begonnen.
Op 20 september 2016 werd Thêu door de rechtbank van Đống Đa district in Hanoi veroordeeld tot 20 maanden gevangenisstraf op beschuldiging van "het veroorzaken van openbare wanorde" op grond van artikel 245 van het Wetboek van Strafrecht. Thêu ging in beroep tegen de veroordeling, daarbij verwijzend naar een oneerlijk proces dat niet voldeed aan de internationale normen voor gerechtigheid. Desalniettemin heeft het Volksgerechtshof in Hanoi haar veroordeling bevestigd op 30 november 2016.

## Internationale reactie
De detentie van Thêu is door verschillende organisaties en individuen wereldwijd veroordeeld.
Op 12 augustus 2016 riep Ian Britza, lid van het West-Australische parlement dat Morley vertegenwoordigt, om de vrijlating van Thêu, door een brief te schrijven aan de premier van de Socialistische Republiek Vietnam, Nguyễn Xuân Phúc. Ian sprak zijn bezorgdheid uit over Thêu's gezondheid en welzijn; dit in verband met haar hongerstaking die toen reeds 13 dagen duurde. In zijn brief wees Ian er ook op dat Vietnam de Universele Verklaring van de Rechten van de Mens en het Internationaal Verdrag inzake burgerrechten en politieke rechten heeft ondertekend en zich hieraan zou moeten committeren.
Daarnaast moedigde de mensenrechtenorganisatie Front Line Defenders mensen aan om actie te ondernemen voor Thêu door een brief te ondertekenen aan Phạm Bình Minh, de minister van Buitenlandse Zaken van Vietnam. De brief somde drie maatregelen op die de Vietnamese regering onmiddellijk zou moeten nemen. Ten eerste zouden Thêu en Dai snel en onvoorwaardelijk moeten worden vrijgelaten en alle aanklachten tegen hen worden afgewezen. Ten tweede zouden alle noodzakelijke maatregelen moeten worden getroffen om de fysieke en psychologische integriteit en veiligheid van Thêu en haar familie te garanderen. Tot slot zouden mensenrechtenverdedigers in Vietnam in staat moeten zijn om hun legitieme mensenrechtenactiviteiten uit te kunnen voeren.